# Gunnar Ousbäck
Sven Gunnar Ousbäck, född 28 november 1914 i Hallingeberg, Småland, död 27 februari 2001, var en svensk pyrotekniker och musiker. 

## Filmografi
- 1952 – Kalle Karlsson från Jularbo
- 1985 – Sagan om Sverige

## Teater

### Roller
| År   | Roll        | Produktion                           | Regi          | Teater           |
| ---- | ----------- | ------------------------------------ | ------------- | ---------------- |
| 1963 | Medverkande | Vi har fyr för oss, revy Bros. Corp. | Ragnar Sörman | Boulevardteatern |